# PSYCHEDELIC SUBMARINE
PSYCHEDELIC SUBMARINE（サイケデリックサブマリン）は、樺澤俊悟（ベース）、TELLY（ボーカル）で構成される音楽ユニット。
2013年
- 3月3日、 樺澤俊悟の発案で結成。
- 3月16日、ボーカル、TELLY加入。
- 3月17日、映画監督の 祭文太郎から26日に放送予定の番組オープニングの楽曲提供依頼を受ける。樺澤俊悟が1週間で書き上げて完成。曲名はSTARTING OVER。
- 3月26日、原宿TV エスマガの冒頭、GO GO DANCER,MANAのセクシーダンスシーンで放送され、MANAのダンスとともに視聴者を驚かせた。
- 4月23日、ニコニコ生放送、エスマガにて、祭文太郎監督のネットドラマ「キスと校則と伝統」のテーマソングに楽曲「DANCING IN THE WATER」が起用されることが発表された。